# Dominick Argento
Dominick Argento   (York, 27 d'octubre de 1927 - Minneapolis, 20 de febrer de 2019) va ser un compositor i professor universitari nord-americà.

## Biografia
Dominick Argento, fill d'immigrants sicilians, es va sentir atret per la música de George Gershwin a una edat primerenca. Durant la Segona Guerra Mundial va fer el servei militar com a criptògraf al nord d'Àfrica. A continuació, els estudis de grau i màster a l'Institut Peabody de Baltimore amb Nicolas Nabokov, Henry Cowell i Hugo Weisgall, als quals van seguir els estudis de doctorat a l'Eastman School of Music de Rochester (fins al 1957). Allà Argento va ser ensenyat per Alan Hovhaness, Bernard Rogers i Howard Hanson. Com a becari Fulbright, va poder completar els estudis a Itàlia amb Luigi Dallapiccola el 1954.
Després de graduar-se, Argento es va convertir en director musical de l'Hilltop Opera de Baltimore mentre també ensenyava teoria musical i composició a l'Eastman School. Dues beques Guggenheim li van permetre fer més estades a Itàlia els anys 1957/58 i 1964/65. Des de 1958 fins a la seva jubilació el 1997, Argento va treballar com a professor al Departament de Música de la Universitat de Minnesota. El 1979 es va convertir en membre de l'Acadèmia Americana de les Arts i les Lletres.

## Treballs
A més d'algunes obres instrumentals, el treball compositiu de Dominick Argento inclou principalment composicions vocals. Aquestes inclouen una sèrie d'òperes que van tenir èxit als EUA (gairebé totes recollides també per escenaris europeus), com The Boor (1957), Postcard from Morocco (1971), The Voyage of Edgar Allan Poe (1976), Miss Havisham's Wedding Night (1981), Casanova's Homecoming (1984), The Aspern Papers (1988) i The Dream of Valentino (1994). A partir de la dècada de 1970 es van crear diversos cicles de cançons, amb el cicle From the Diary of Virginia Woolf, compost per a Janet Baker, que li fer va guanyar el Premi Pulitzer de Música el 1975. L'any 2004, el cicle Casa Guidi va ser guardonat amb un Grammy a la “Millor composició clàssica contemporània”.
La música de Dominick Argento combina lliurement tonalitat, atonalitat i tècniques de dotze tons en un context predominantment tonal.